# 「那又怎麼說」論
「那…又怎麼說」論（英語：whataboutism、whataboutery），又稱“那你们还…”论，是應對指控時，不回答或讨论关键问题或论点，反指控對方或提出其他关键問題，以反驳指控的一種技巧或行爲。这种技巧被认为是你也一样谬误的变体和诉诸人身的子类型。
苏联在冷战时期曾对西方世界使用這種政治宣传技巧。每当有人批评苏联，就会获得形如“那西方（的某某事物）呢？”（What about…?）的回应。
Whataboutism 这个词于2008年由爱德华·卢卡斯的一篇《经济学人》文章带火。卢卡斯称，包括这种策略在内的不少冷战和苏联思想，都仍可见于现代俄罗斯政治。

## 概述
按照《大西洋》杂志报道，“那你们还”这个技巧最早用于1947年在《真理报》上发布的一篇回应上。伊利亚·爱伦堡对威廉·埃夫里尔·哈里曼批判“苏联帝国主义”的演讲回应称，美国对种族和少数群体的法律政策再差，苏联也没有用“侮辱全人类人格”的借口发动战争。
这个技法随着冷战末期渐渐消亡，但在后苏联时代的俄罗斯政府对于人权等各种批评的回应中被认为又死灰复燃。《衛報》撰稿人米里亚姆·埃德尔评论说，俄罗斯总统新闻秘书德米特里·佩斯科夫经常使用这种技法，躲开了大部分关于违反人权的批评。